# Slag bij Aldenhoven (1793)
De Eerste Slag bij Aldenhoven was een veldslag tijdens de Eerste Coalitieoorlog tussen Oostenrijk-Pruisen en Frankrijk op 1 maart 1793 in de omgeving van Aldenhoven die door de Oostenrijkers werd gewonnen.

## Aanloop
Nadat in Frankrijk koning Lodewijk XVI op 21 januari 1793 was geëxecuteerd door de revolutionairen, werd een coalitie gevormd van tegenstanders van de revolutie door Oostenrijk, Pruisen, de Nederlandse Republiek, Groot-Brittannië, Spanje, Portugal, Napels en Sardinië.
Na de Franse oorlogsverklaring aan de Republiek op 1 februari 1793, kregen de Franse generaals Dumouriez en De Miranda de opdracht om de Noordelijke Nederlanden binnen te vallen. De Miranda startte 6 februari het Beleg van Maastricht en werden de Maasvestingen Stevensweert en het Fort Sint-Michiel in Venlo veroverd, maar de inname van Venlo mislukte doordat de stad net op tijd versterkt werd met Pruisische troepen. Dumouriez kreeg assistentie van Daendels met circa 2800 manschappen en tachtig ruiters van het Bataafs Legioen. Op 17 februari vond de Franse hoofdaanval op de Republiek plaats. Het plan was om via Breda op to stoten naar Dordrecht. Klundert en Bergen op Zoom vielen rond 25 februari.
Op 2 maart proclameerde de Conventie steun van het Franse volk aan de Bataven, maar rond die tijd had zich al een kentering in de strijd afgetekend doordat het keizerlijke leger onder de prins van Coburg de Zuidelijke Nederlanden aanviel.

## De veldslag
Aartshertog Karel van Oostenrijk en de prins van Coburg hadden hun troepen verzameld op de strategische hoge rechteroever van de Roer bij Gulik.
Coburg trok bij Düren de Roer over, de Zuid-Nederlandse generaal Clerfayt trok bij Gulik dezelfde rivier over en bij Aldenhoven versloegen zij de Franse generaal Valence met grote verliezen·.

## Nasleep
De volgende dag werd Aken bevrijd, op 3 maart werd het beleg van Maastricht door De Miranda opgebroken. Dumouriez wilde echter zijn successen in het noorden niet opgeven. In het westen ging de strijd nog enkele dagen voort: Geertruidenberg viel op 4 maart en Breda koos op 5 maart een "revolutionaire" gemeenteraad. Op 8 maart kreeg Dumouriez opdracht zich terug te trekken uit de Republiek. Op 18 maart moest hij een forse nederlaag incasseren bij de Slag bij Neerwinden, wat een (voorlopig) einde maakte aan de Franse bezetting van de Nederlanden.
Nederlanden: Marquain · Rijsel (1792) · Jemappes · Namen (1792) · Maastricht (1793) · Breda · Aldenhoven (1793) · Neerwinden · Raimes · Famars · Aarlen · Valencijn · Duinkerke · Hondschote · Menen ·  Wattignies · Moeskroen · Tourcoing · Doornik · Erquelinnes · Gosselies · Ieper · Hooglede · Fleurus · Boxtel · Sprimont · Maastricht (1794) · 's-Hertogenbosch · Aldenhoven (1794) · Puiflijk · Nijmegen · Luxemburg · Den Helder · Camperduin

Rijnfront: Verdun · Thionville · Valmy · Mainz (1792) · Mainz (1793) · Vogezen/Tripstadt · Mainz (1795) · Amberg · Würzburg

Italiaans front: Genua · Hyères · Rovereto · Bassano · Montenotte · Dego · Lodi · Arcole · Rivoli

Overige fronten (Vendée, Spanje): Fontenay-le-Comte · Toulon · Cholet · Luçon · Truillas · Boulou · San Lorenzo · Santa Cruz · Kaap Sint-Vincent
West-Indië: Guadeloupe · Martinique